# Bintou
Bintou ou Binta, prénom féminin d'Afrique subsaharienne dérivé de l'arabe bint : fille ou fille d'un homme. Prénom surtout répandu en Afrique de l'Ouest mais aussi en Asie (Arabie). Autrefois, chaque fille des sultans portait le nom de bintou avant un autre (ex : Bintou Kenza). Ce nom montrait que vous étiez de la haute société, fille d'un grand roi. Mais ce nom disparaît de plus en plus en Asie et arrive en Afrique.
Binta fille de dieu, en hébreu Bitia ont le même sens.